# マナワツ・ワンガヌイ地方

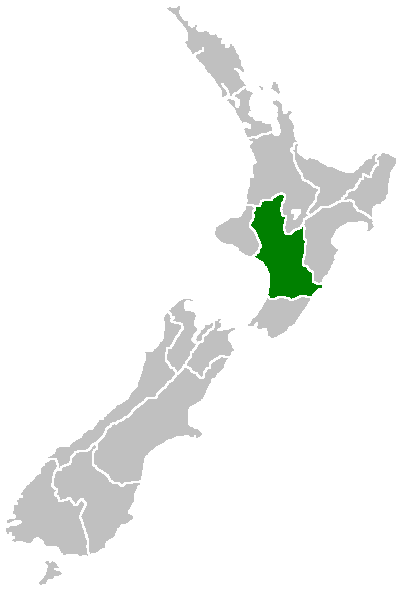
緑色の部分がマナワツ・ワンガヌイ地方

マナワツ・ワンガヌイ地方（マナワツ・ワンガヌイちほう、英: Manawatū-Whanganui Region）は、ニュージーランドの北島にある地方。マナワトゥ・ワンガヌイとも表記される。周辺面積は22,206km2で、周辺人口は229,200人（2008年）。中心都市はパーマストンノース、ワンガヌイ。

## 地理
北島の中部に位置し、北にワイカト、南にウェリントン、東にホークス・ベイ、西にタラナキの各地方区と接する。ニュージーランドの総人口のおよそ8.1%が住む大行政区でもある。
マナワツ平野は農産品の生産、酪農地として適しており、多くの農産品の生産がされている。地域南西部はタスマン海に接し海洋資源も豊富。広大な原生林に恵まれ初期ヨーロッパ人による開拓時代より林業が盛ん。現在も多くの製材所が存在する。1927年にマッセー大学の前身であるマッセー農業校がパーマストンノースに開校。古くからマオリ族の歴史において重要地として存在し、現在も多くのマオリ族出身者が暮らす土地である。